# كهف سنيجانكا
كهف سنيجانكا (بالبلغارية: Снежанка)‏ هو كهف استعراضي في جبال رودوب، على بعد 5 كيلومترات من مدينة بيشتيرا، جنوب بلغاريا. تم اكتشافه في عام 1961. يبلغ طول الكهف 145 مترًا، ودرجة حرارة سنوية ثابتة تبلغ 8 درجات مئوية، وقد تشكل على نهر نوفوماهلينسكا قبل 3.5 مليون سنة.

## معرض الصور

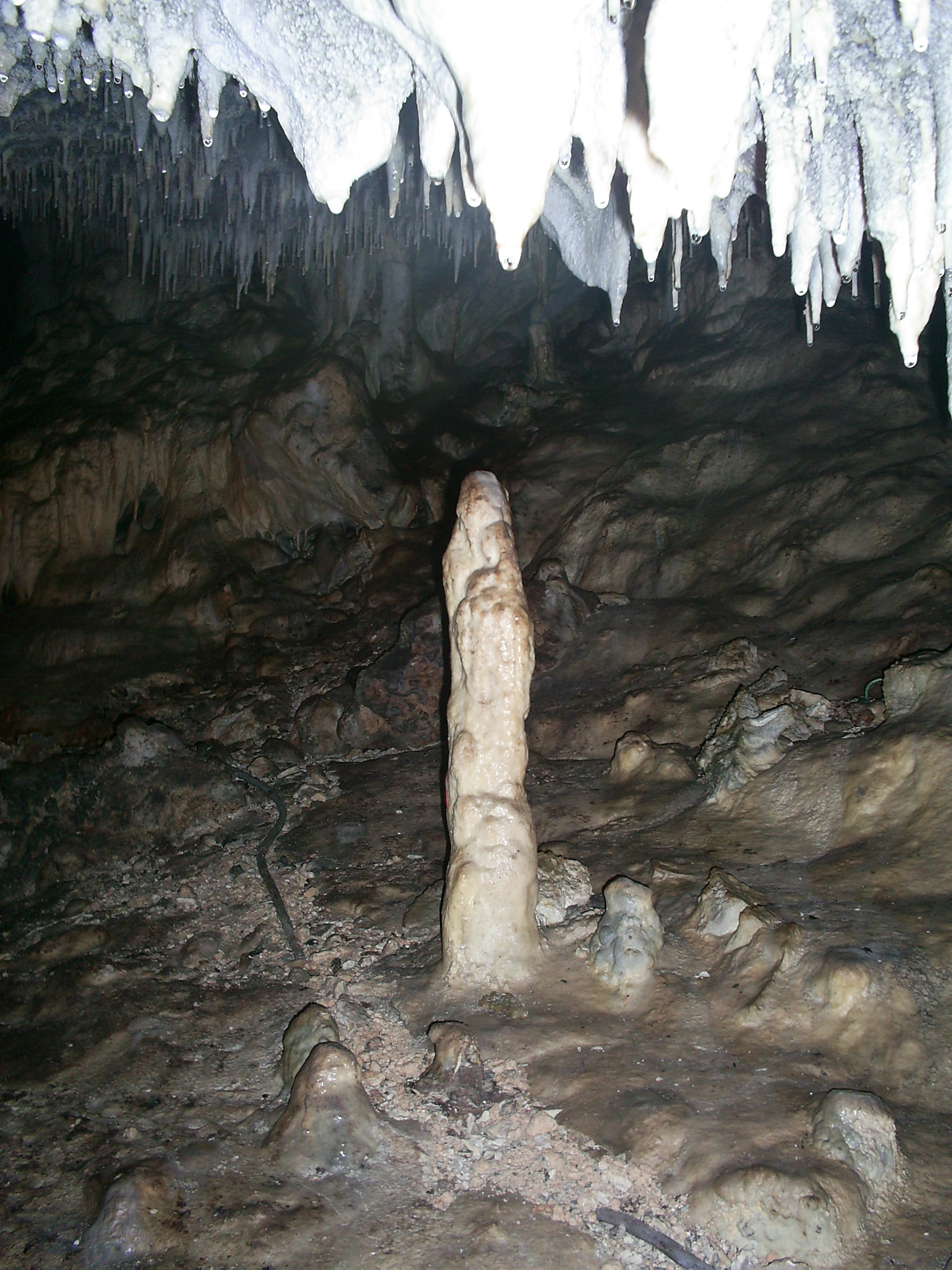
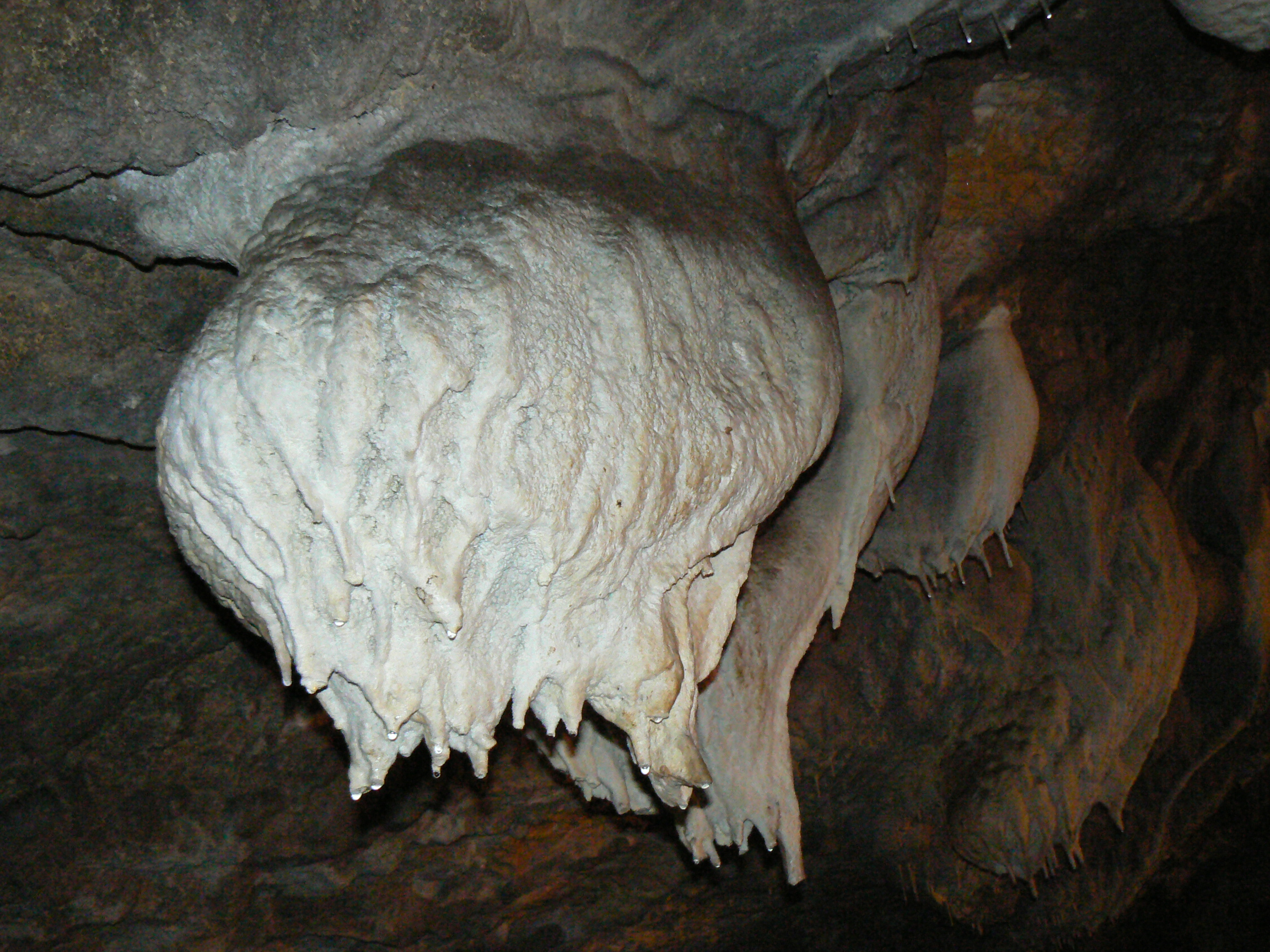
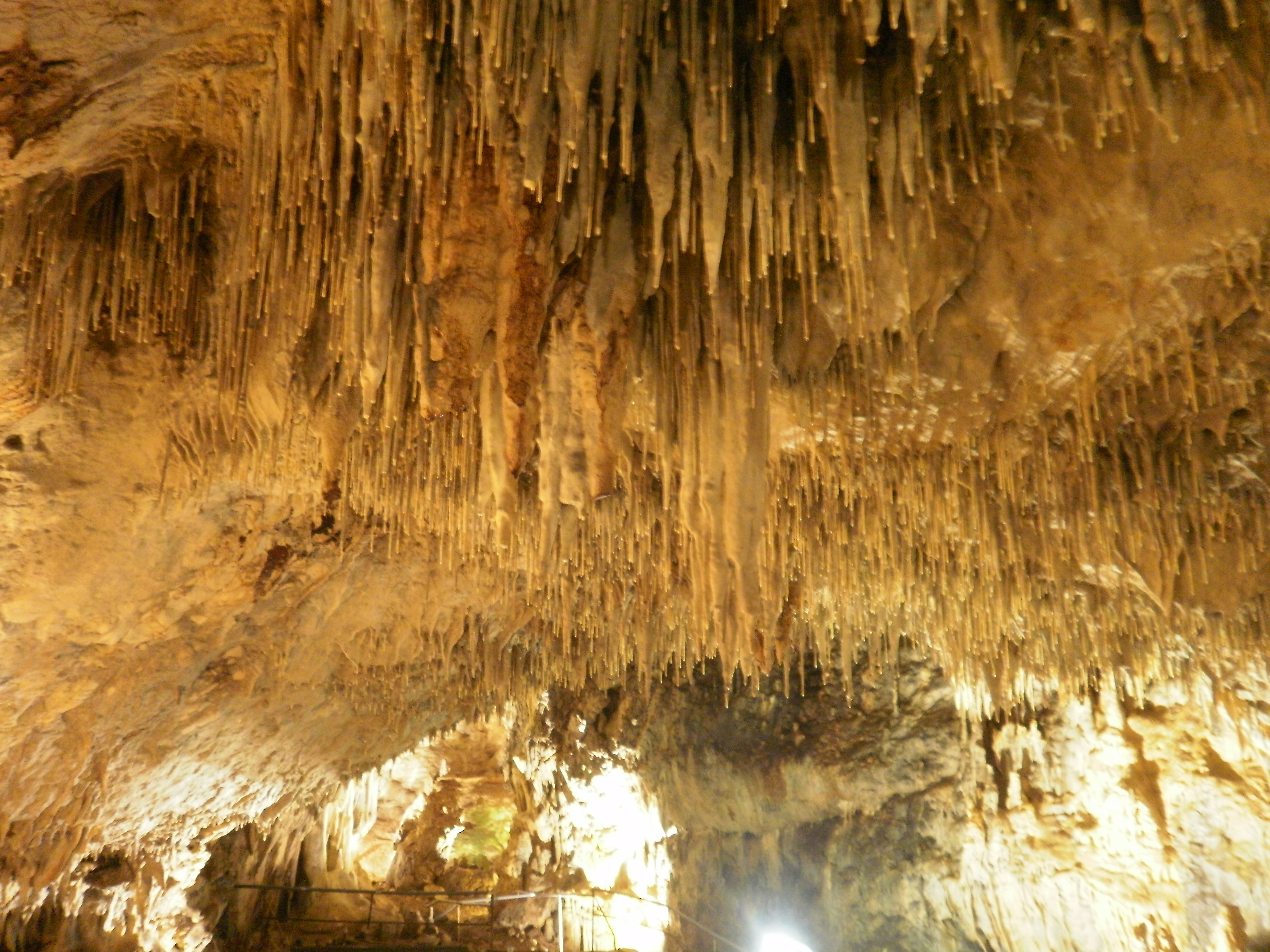
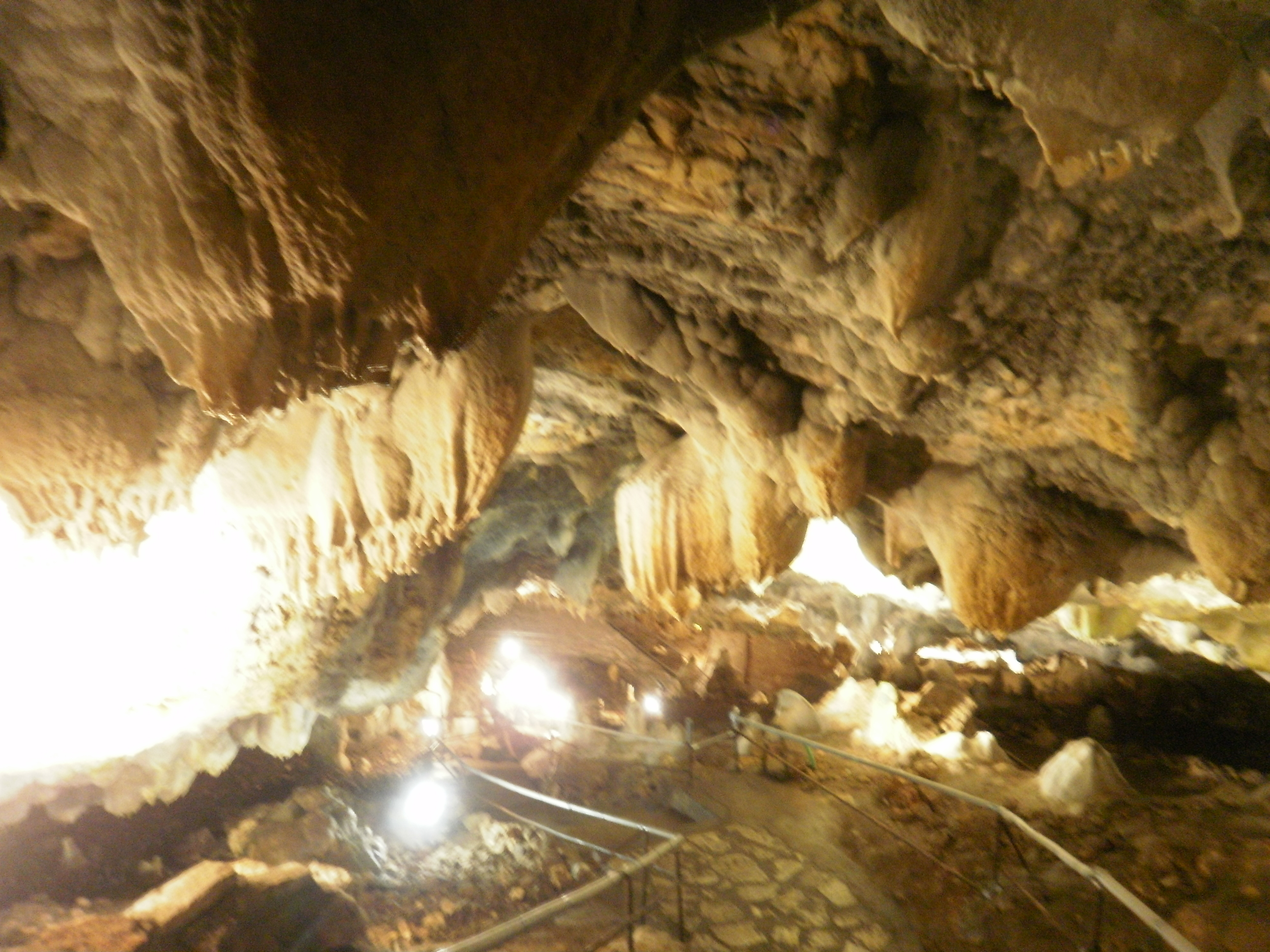
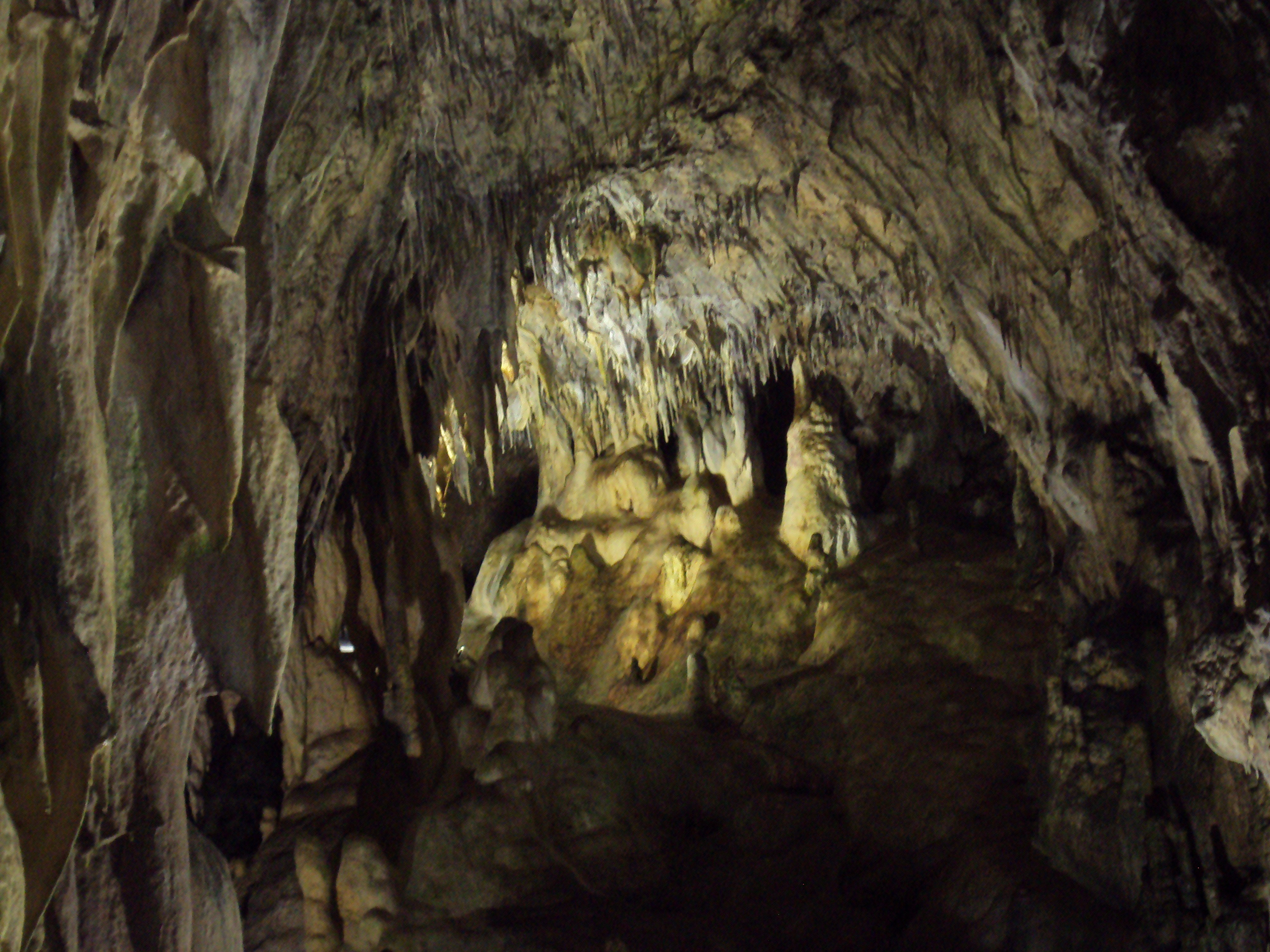
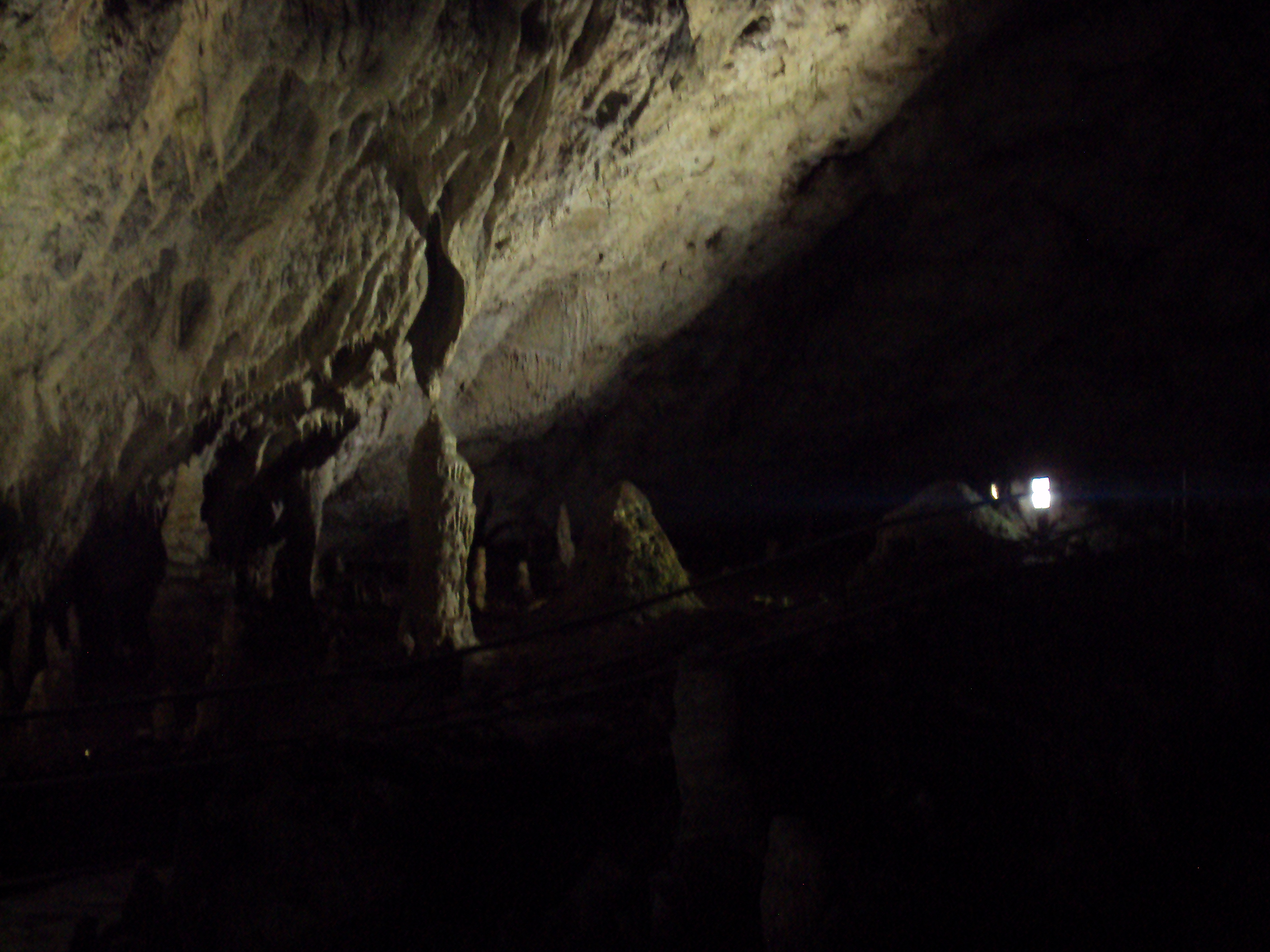
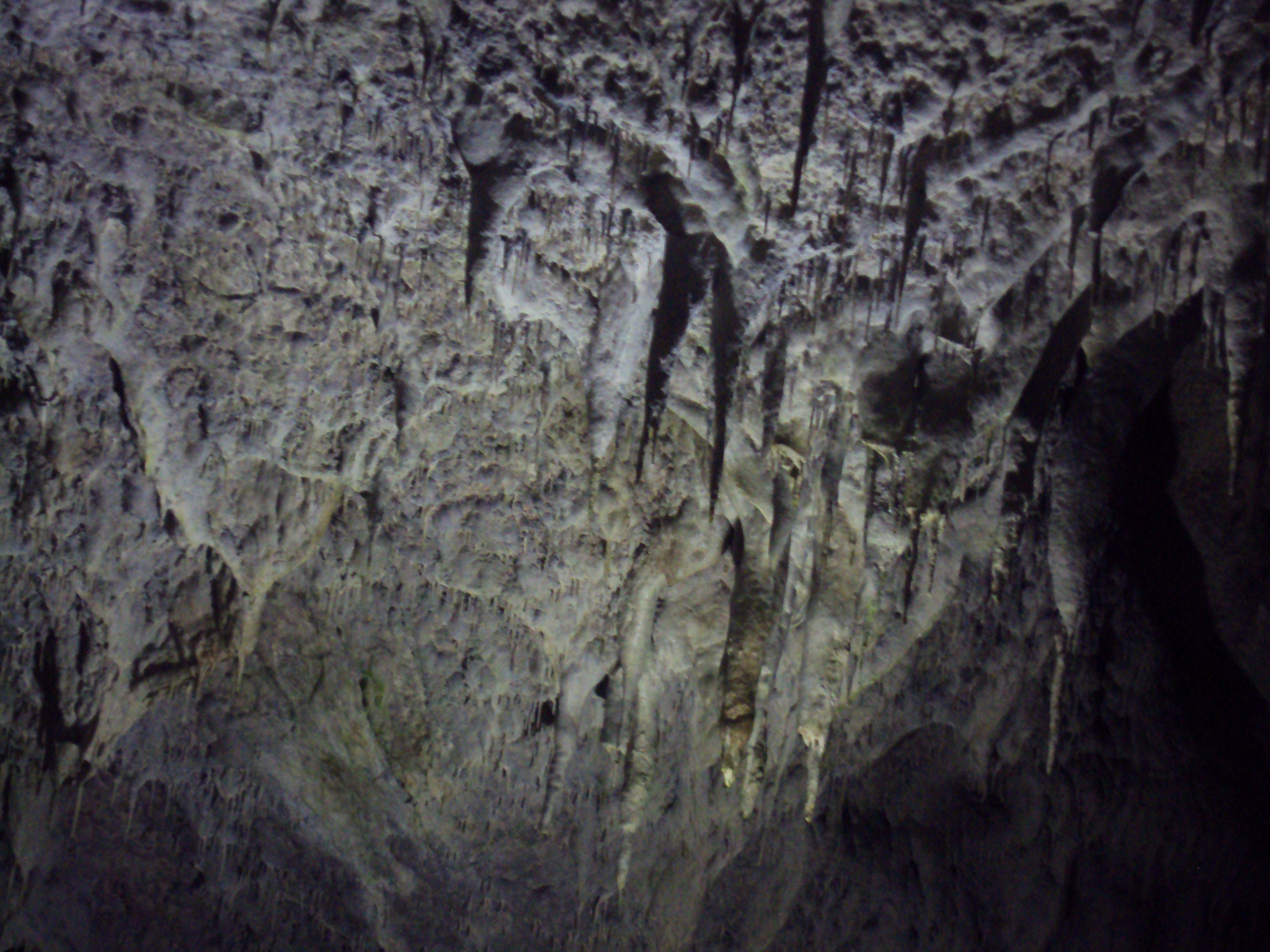
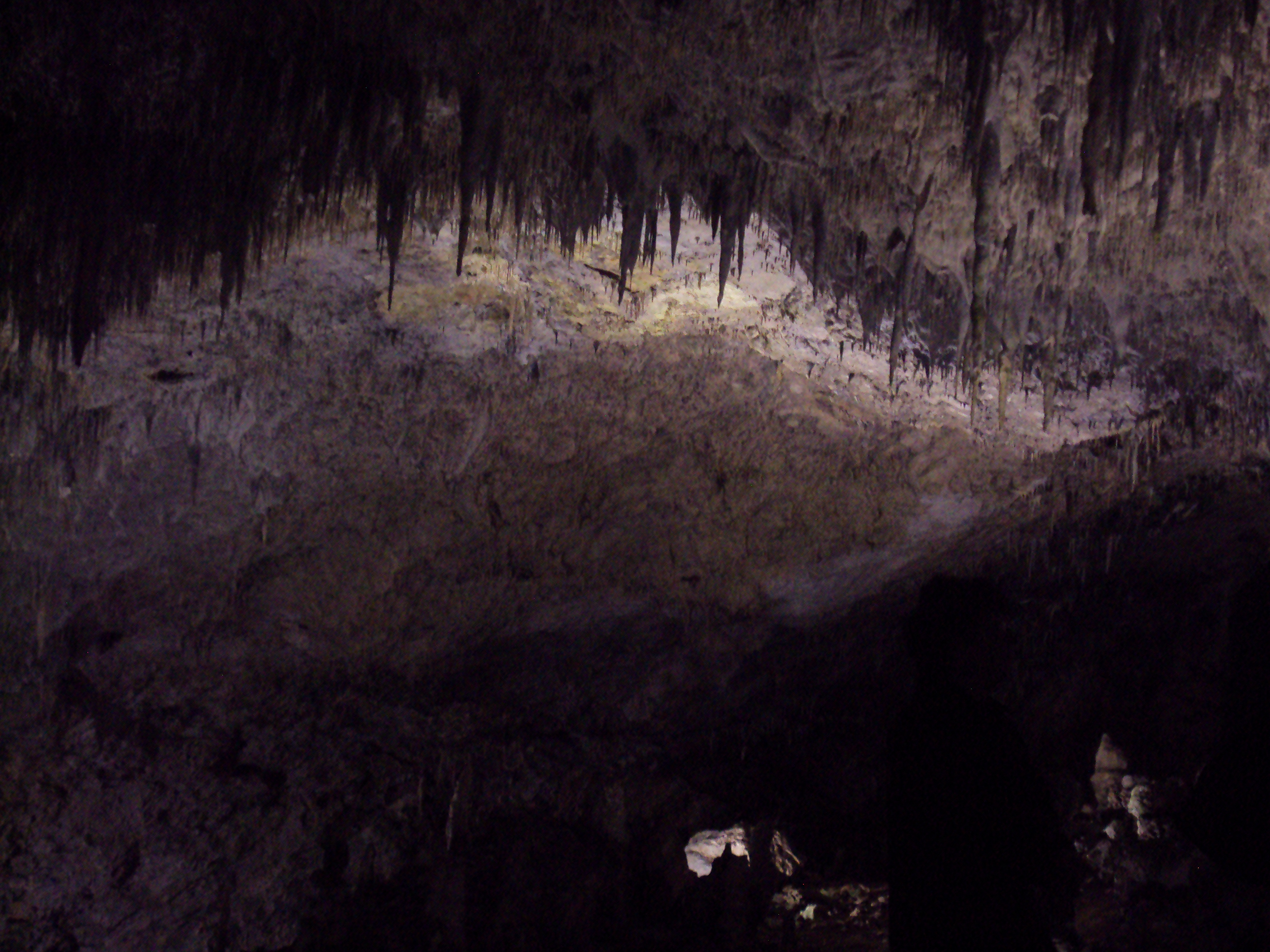
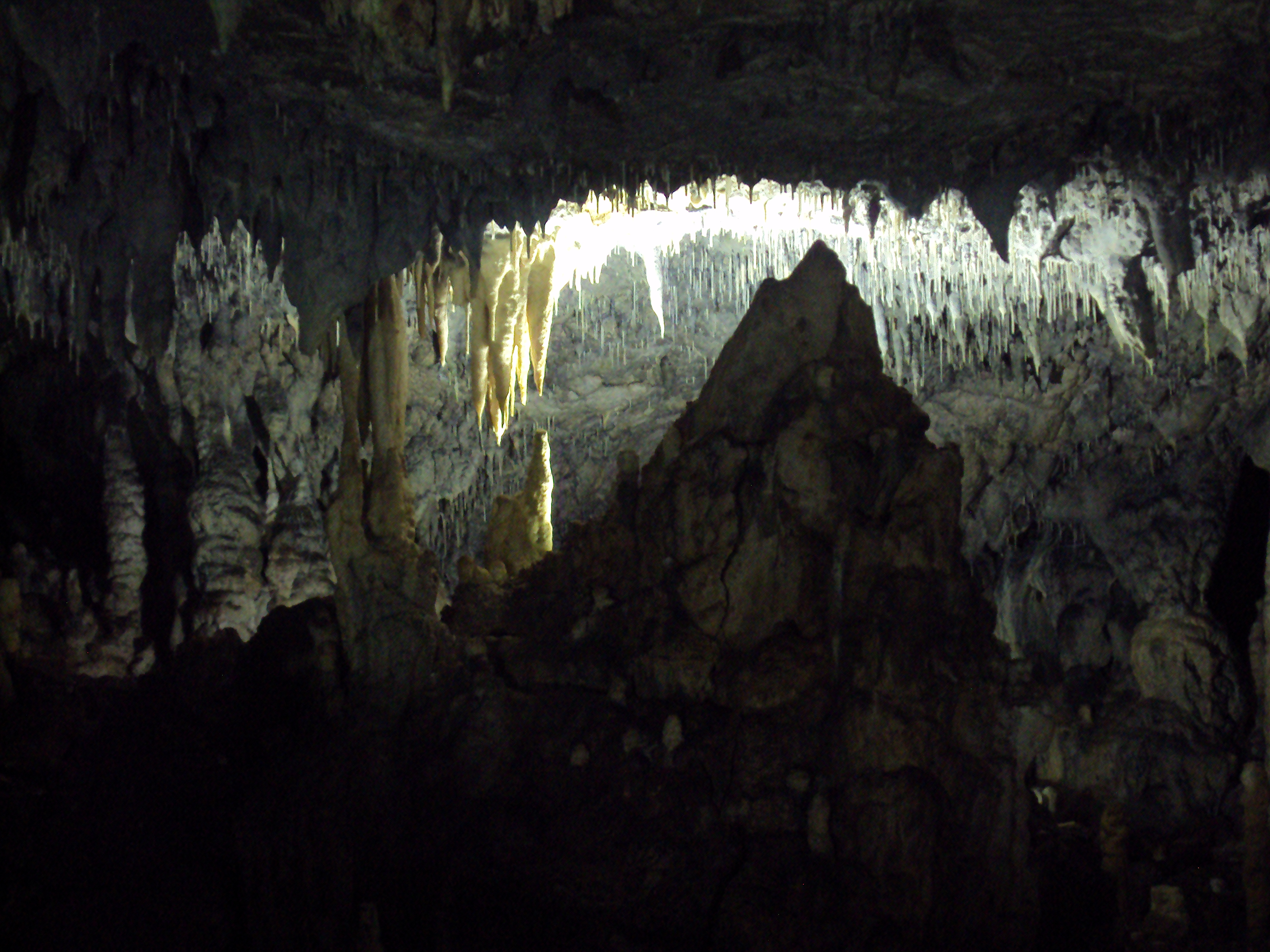
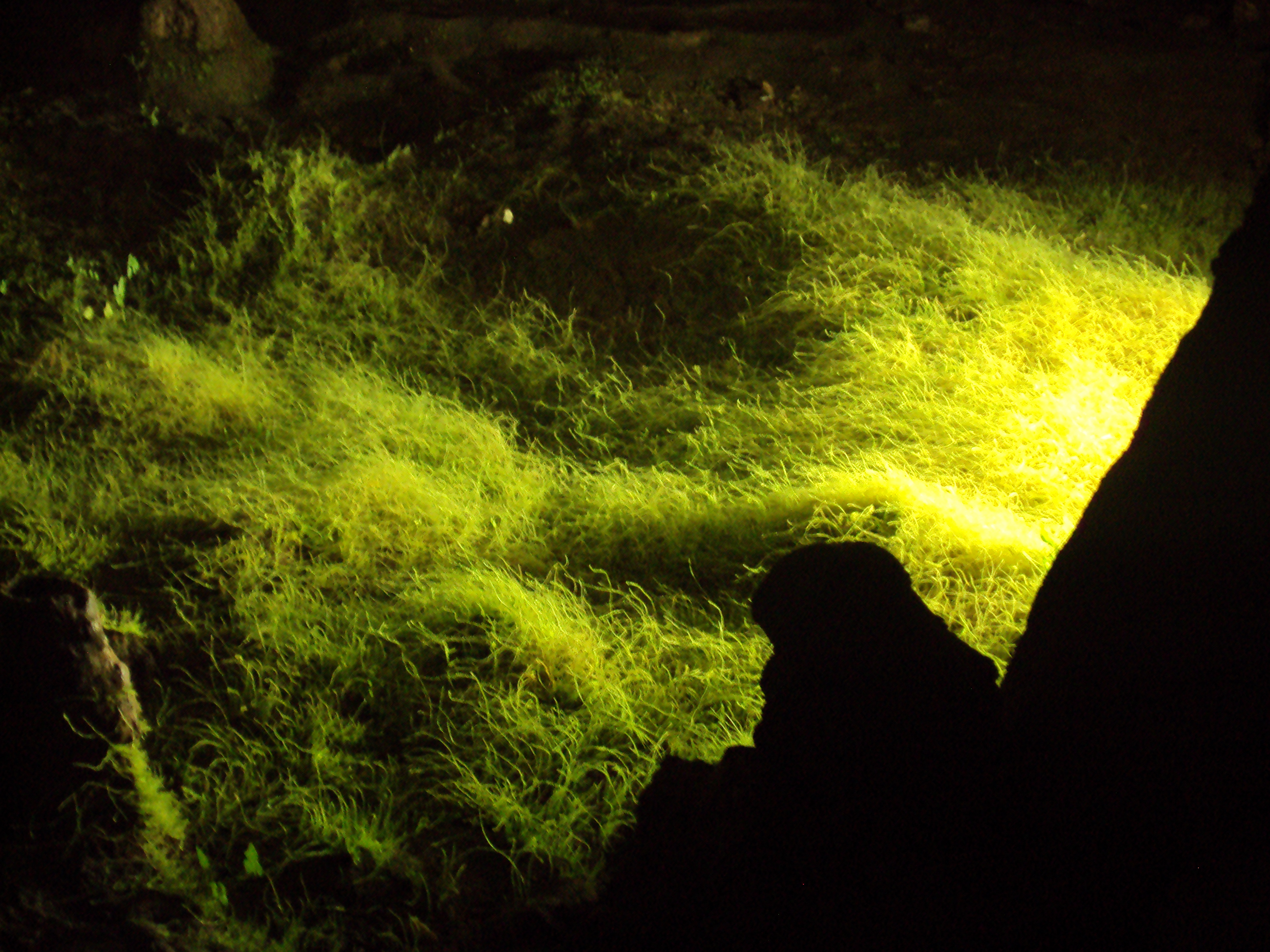
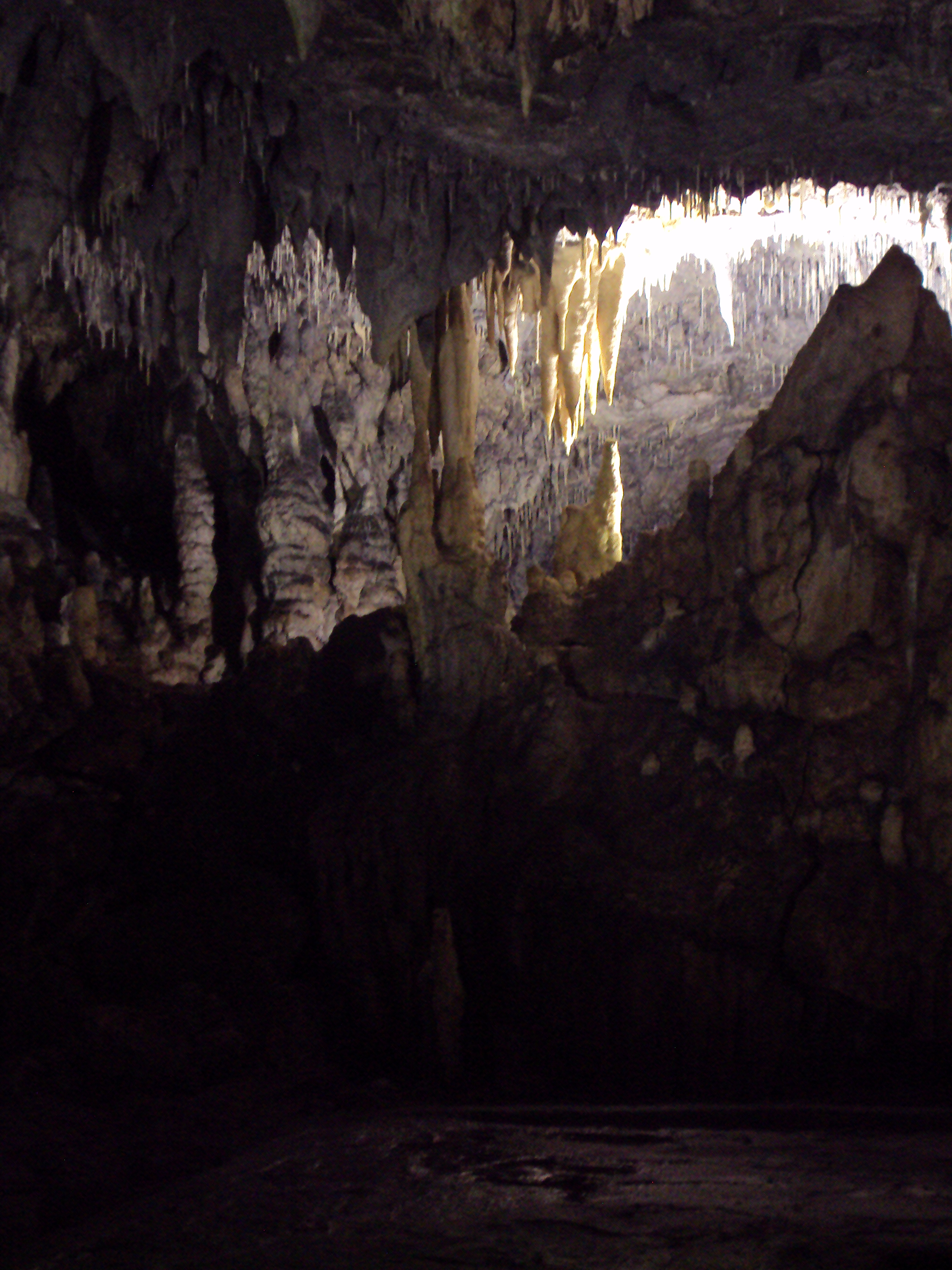
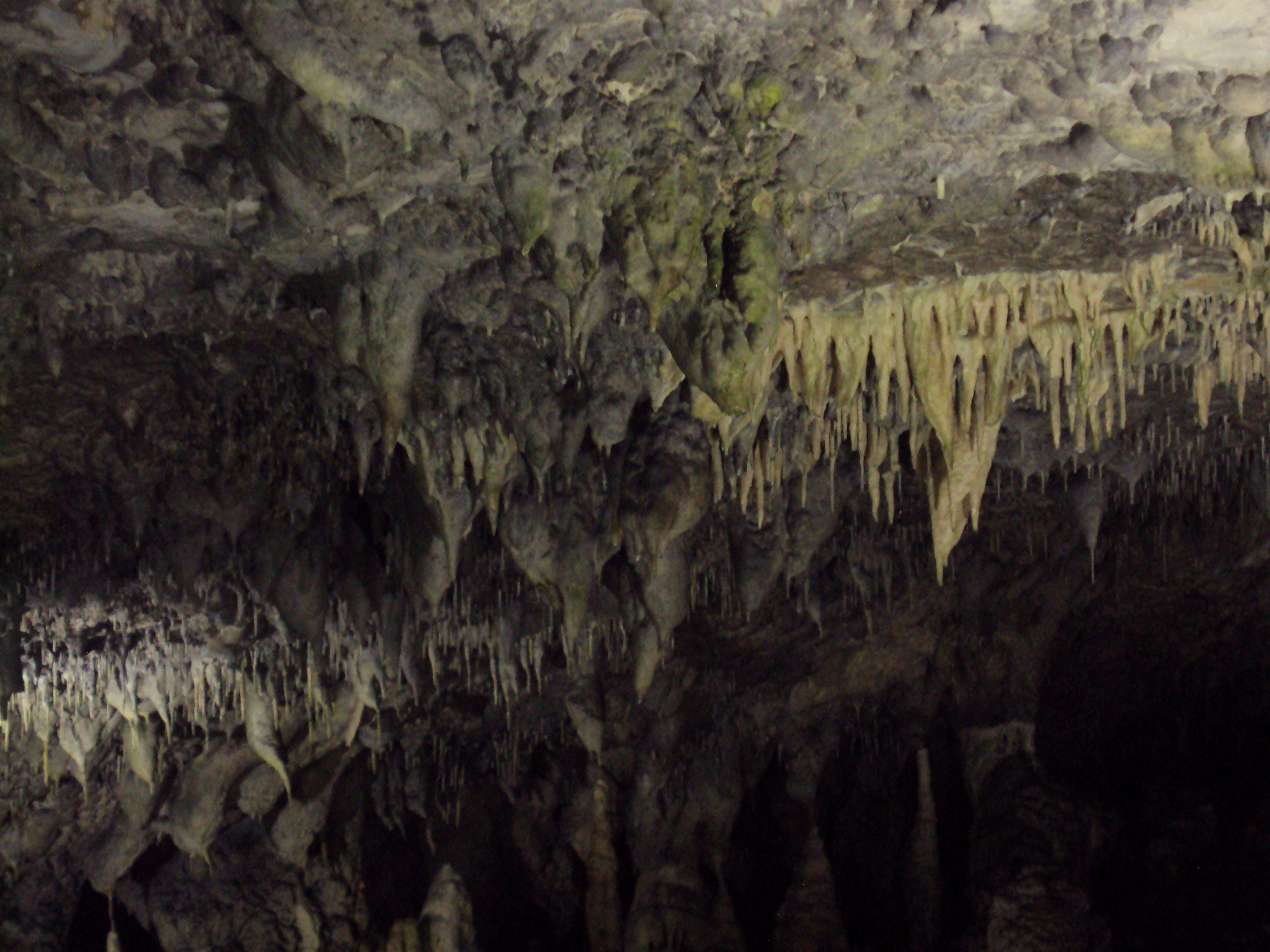
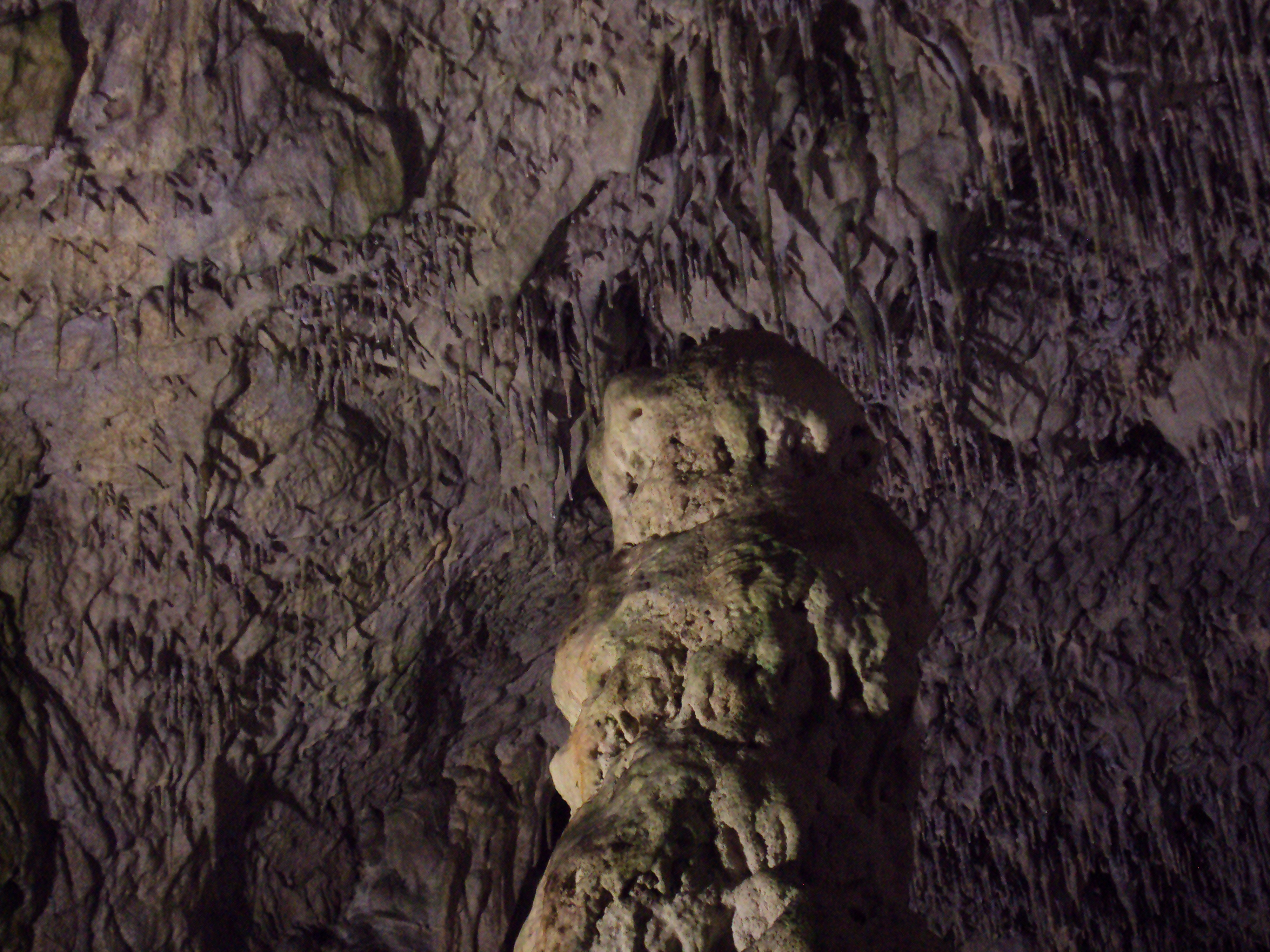
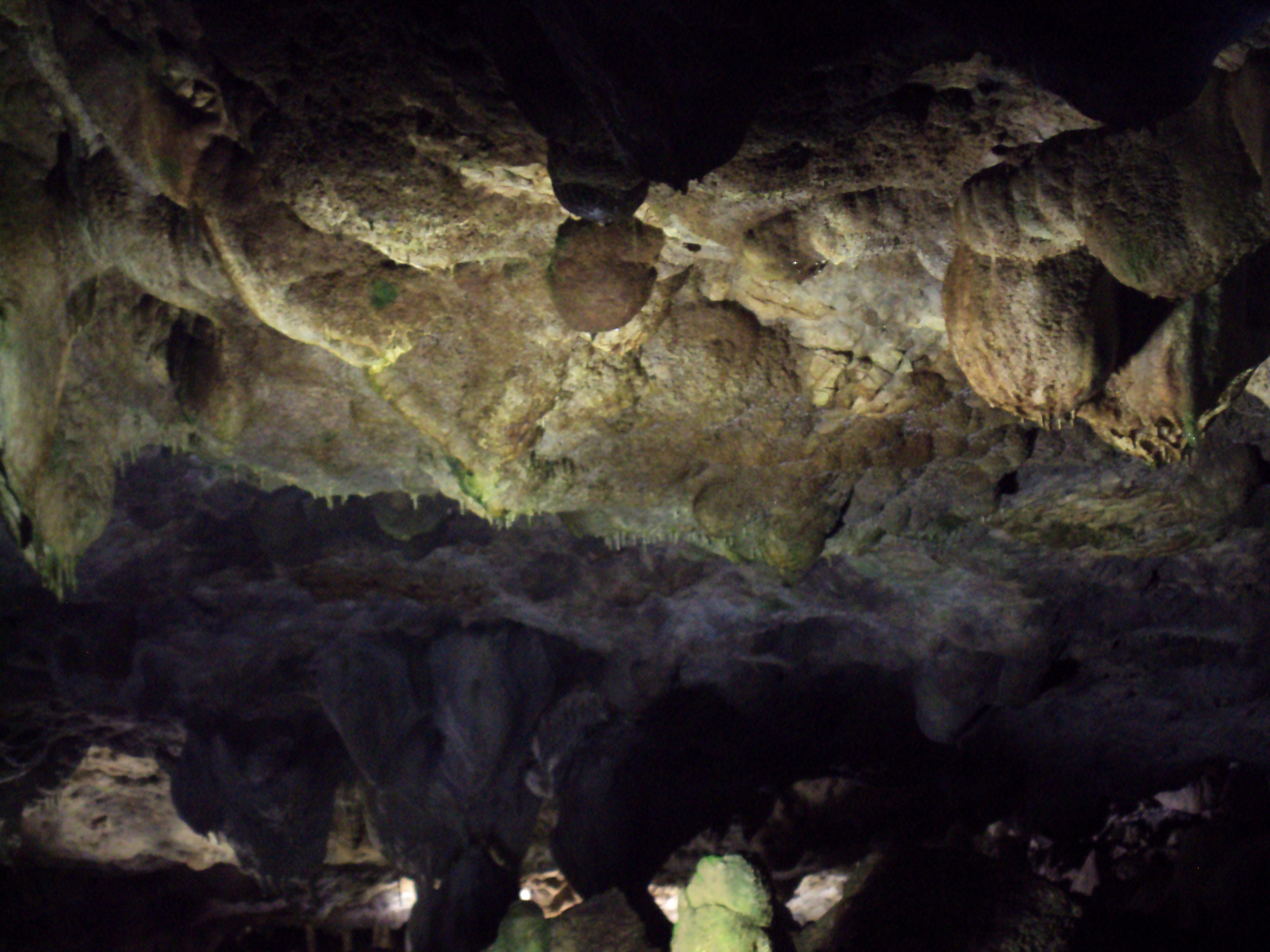
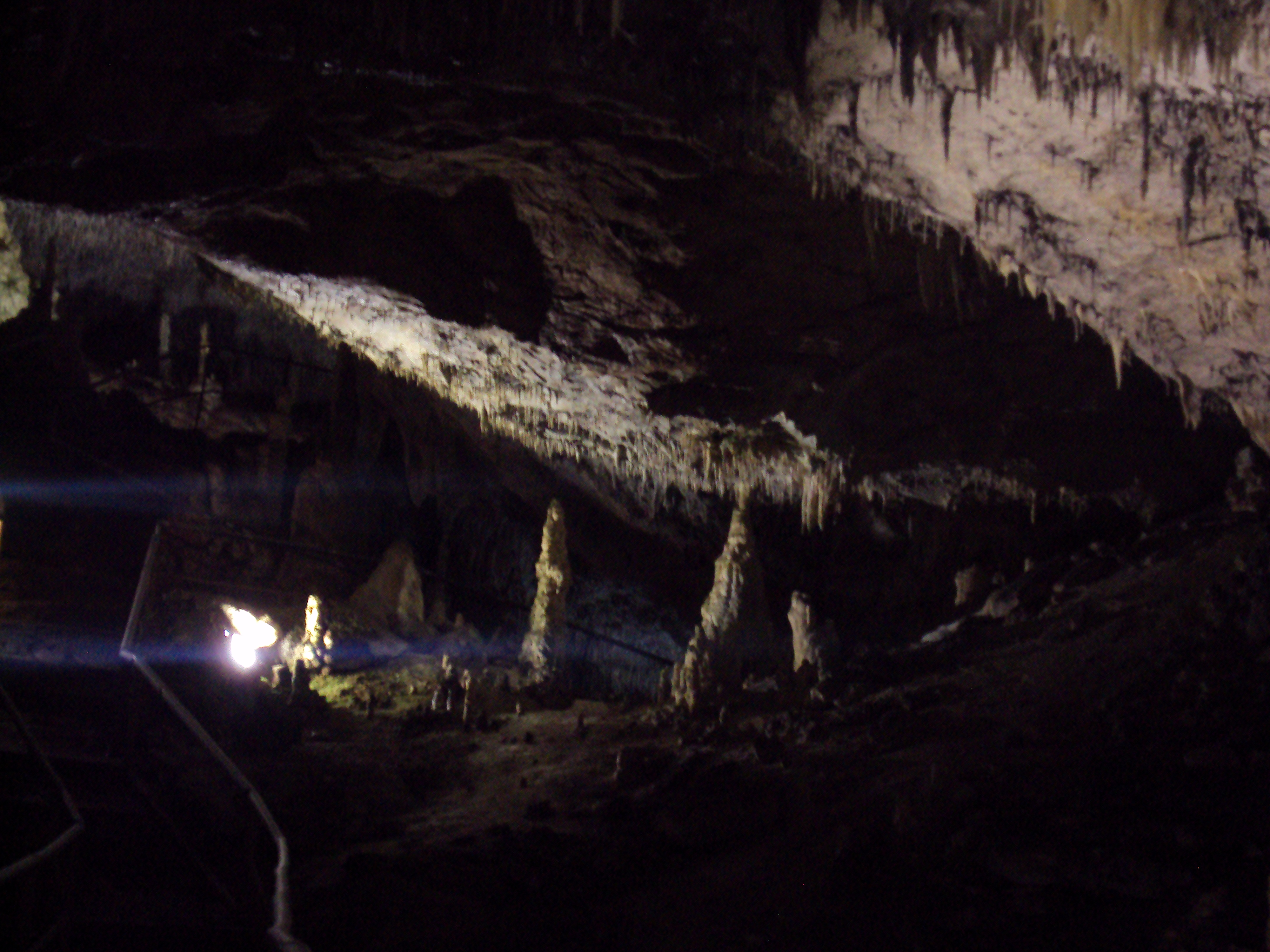
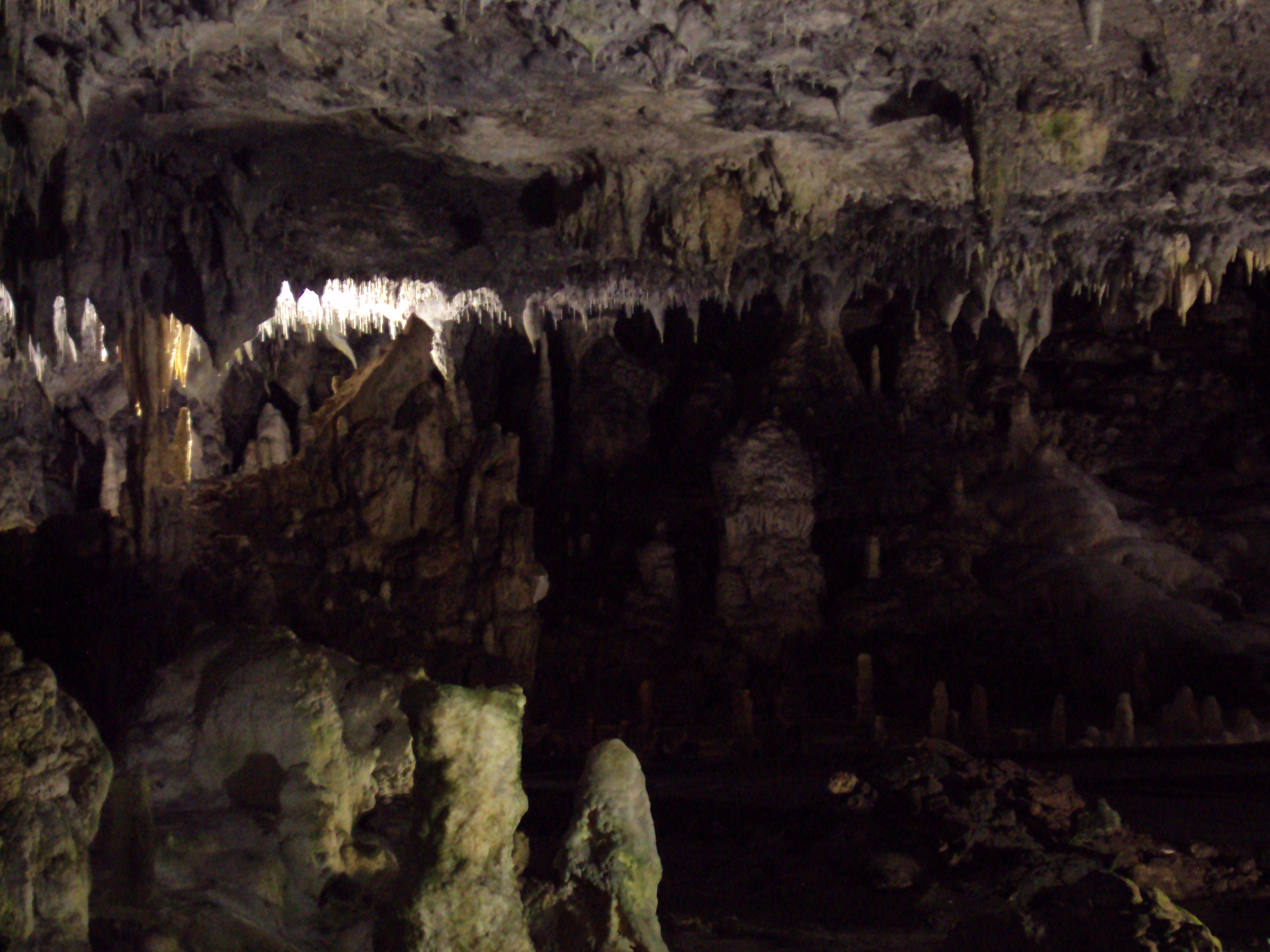
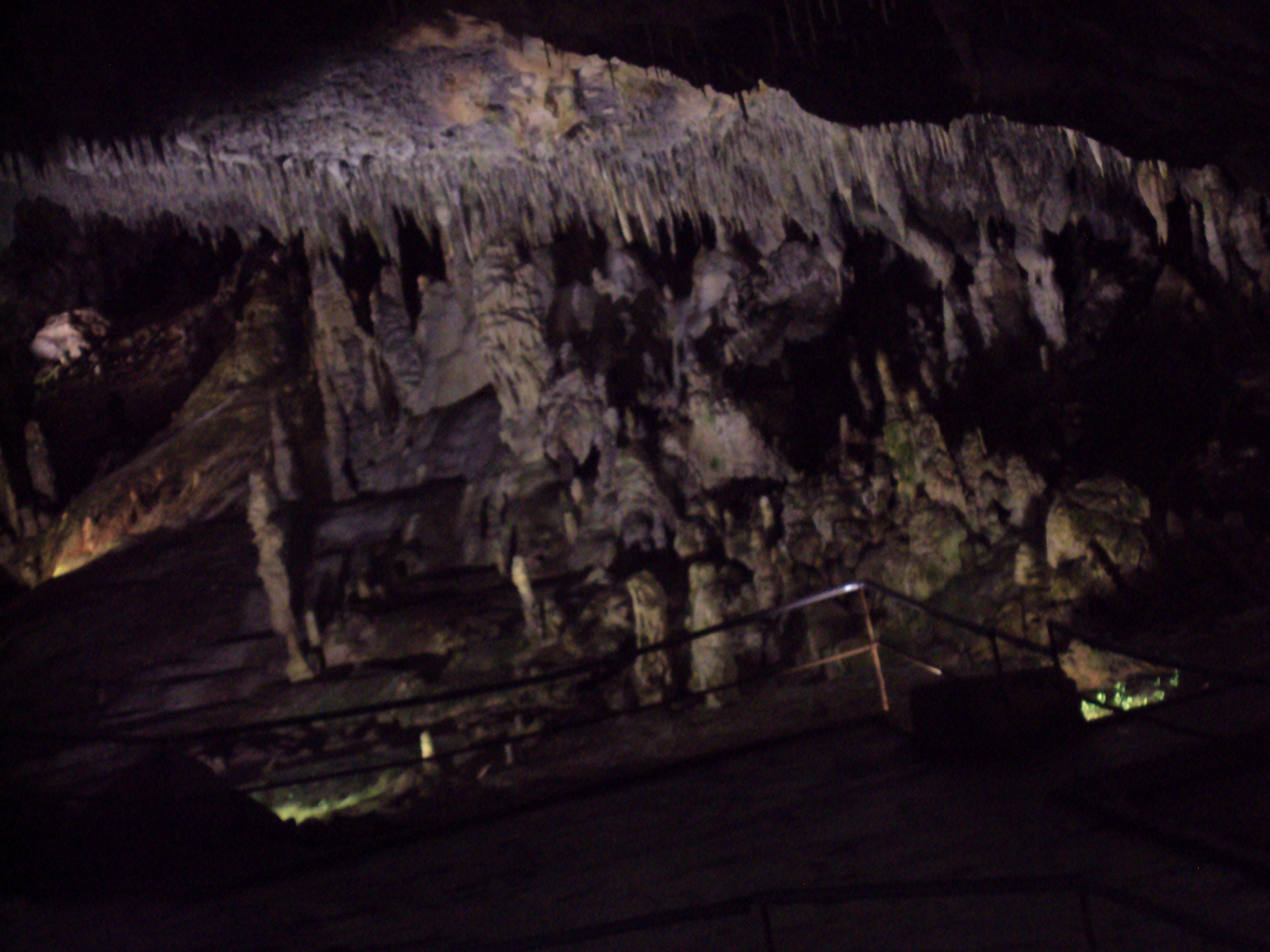
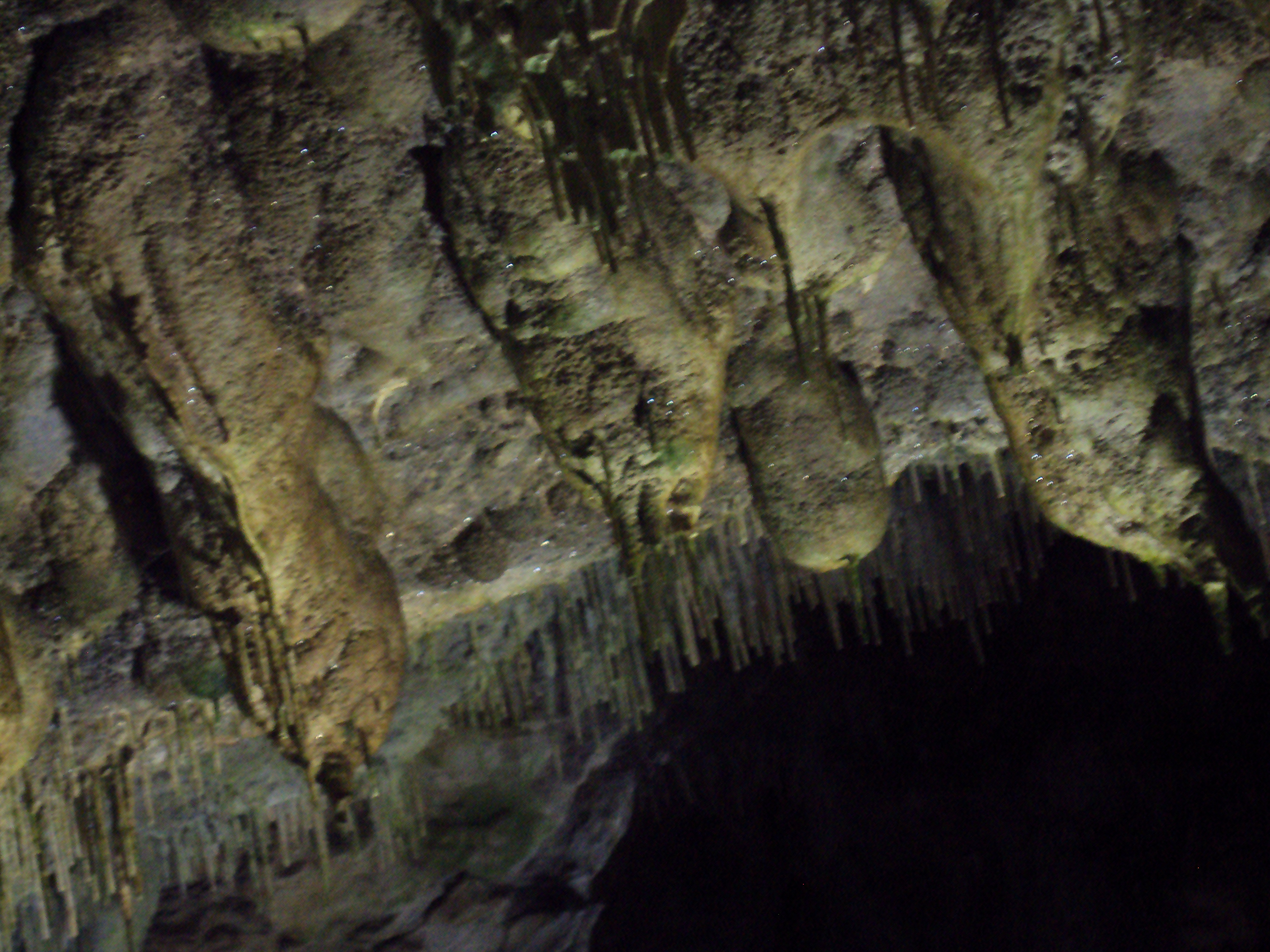